# 裕美
裕美（ひろみ、本名：和田 裕美（わだ ひろみ）、1988年7月11日 -）は、香港生まれ日本国籍の女性歌手、女優である。身長163cm、体重48kg。かに座。

## 人物
- 父は山口県出身の日本人、母は香港人。
- 2002年に香港の北京語歌唱大会に参加し、最優秀賞を獲得したあと、スターJ&スナッズ・エンターテインメント・グループと契約し、歌手・女優として活動（現在は美麗傳奇に所属）。

## ディスコグラフィー
- 2007年6月28日：Summer Snow/雪映移城
- 2008年5月7日：東瀛遊記
- 2008年8月25日：少女大帝（パーシー・ファンとのアルバム）
- 2011年9月25日：原美

## 出演作品

### テレビドラマ
- 2003年11月：TVBドラマ『當四葉草碰上劍尖時』最終回（ゲスト）
- 2007年10月：TVBドラマ『森之愛情』第8話（ゲスト）
- 2009年2月：TVBドラマ『學警狙擊』 - 娟 役
- 2016年：『幕後玩家』
- 2017年：『財神駕到』
- 2017年：『心理追兇 Mind Hunter』

### ラジオドラマ
- 海盜啤 我係啤盜王（メトロラジオ） - 臻美 役
- 海盜啤 黒暗篇（メトロラジオ） - 臻美 役
- 海盜啤ラジオドラマシリーズ 香港国際機場十周年呈獻飛躍十年（2008年7月7日〜2008年8月8日、メトロラジオ） - 臻美 役
- 湾仔全民動起來ラジオドラマ（2008年7月28日〜2008年8月8日、メトロラジオ） - 謝菲 役

### 映画
- 2006年：『時光‧倒流的話』
- 2010年：『撕票風雲』
- 2011年：『桃さんのしあわせ』

### テレビ番組
- 2006年：『香港玩到篤』（ゲスト）
- 2007年：『雪映移城』（司会）
- 2007年：『奧運玩得叻』（ゲスト）
- 2007年：『愚樂 I Love U』（ゲスト）
- 2007年：『龍影怡情』（司会）
- 2007年：『開森玩家』（ゲスト）

### 舞台
- 2004年：商台森美小儀歌劇團『お早う！マンハッタン』（原題：早安啊！曼克頓）

### CM
- 2006年：Converse（一般広告）
- 2007年：解便秘方（一般広告）
- 2007年：東瀛遊（テレビ／一般広告）
- 2007年：修身堂（一般広告）
- 2007年：Converse（一般広告）
- 2007年：シティファイナンシャル（テレビ広告）
- 2007年：エクストラチューインガム（テレビ広告）
- 2007年：ヤングライン（一般広告）
- 2007年：ミチカ（一般広告）
- 2008年：ミッシャ（一般広告）（賈曉晨との共演）
- 2008年：Littlest Pet Shop 至Q寵物屋（一般広告）
- 2008年：Pink Magic桜花嫩紅（一般広告）
- 2008年：実恵旅遊（テレビ広告）（パーシー・ファンとの共演）

### 参加のMV
- 第一個唱（E-Kids）
- 大搖大擺（EO2）
- 京華春夢（EO2）